# Municipio de Skelton (Indiana)
El municipio de Skelton (en inglés: Skelton Township) es un municipio ubicado en el condado de Warrick en el estado estadounidense de Indiana. En el año 2010 tenía una población de 1625 habitantes y una densidad poblacional de 15,72 personas por km².

## Geografía
El municipio de Skelton se encuentra ubicado en las coordenadas 38°4′37″N 87°9′10″O / 38.07694, -87.15278. Según la Oficina del Censo de los Estados Unidos, el municipio tiene una superficie total de 103.37 km², de la cual 102,41 km² corresponden a tierra firme y (0,92 %) 0,95 km² es agua.

## Demografía
Según el censo de 2010, había 1625 personas residiendo en el municipio de Skelton. La densidad de población era de 15,72 hab./km². De los 1625 habitantes, el municipio de Skelton estaba compuesto por el 99,02 % blancos, el 0,12 % eran afroamericanos, el 0,06 % eran amerindios, el 0,25 % eran asiáticos, el 0,06 % eran de otras razas y el 0,49 % eran de una mezcla de razas. Del total de la población el 0,68 % eran hispanos o latinos de cualquier raza.